# Lange Mare
De Lange Mare is een straat in de binnenstad van de Nederlandse stad Leiden. 
Het betreft het gedeelte van de veenrivier Mare tussen de Oude Vest en de Haarlemmerstraat dat in 1953 gedempt werd.
De straat is een gemengde woon-/winkelstraat, net buiten het Leidse kernwinkelgebied (Haarlemmerstraat).

## Bezienswaardigheden
- Marekerk, nabij de Oude Vest
- Hartebrugkerk, nabij de Haarlemmerstraat